# شرف ارقلو
شرف ارقلو (به ترکی استانبولی: Şeref Eroğlu؛ زادهٔ ۲۵ نوامبر ۱۹۷۵) کشتی‌گیر سابق اهل ترکیه در دسته‌های ۵۷، ۶۳ و ۶۶ کیلوگرم کشتی فرنگی است. او برندهٔ مدال نقرهٔ المپیک ۲۰۰۴ آتن، قهرمان مسابقات قهرمانی کشتی جهان در ۱۹۹۷ و نایب‌قهرمان این مسابقات در سال‌های ۱۹۹۸ و ۱۹۹۹ است. او همچنین قهرمان شش دورهٔ مسابقات قهرمانی کشتی اروپا از ۱۹۹۴ تا ۲۰۰۳ است.